# Liste der Biografien/Cha
Liste der Biografien |
Portal Biografien |
Personensuche
# |
A |
B |
C |
D |
E |
F |
G |
H |
I |
J |
K |
L |
M |
N |
O |
P |
Q |
R |
S |
T |
U |
V |
W |
X |
Y |
Z |
?
 
Ca |
Cb |
Cc |
Ce |
Ch |
Ci |
Cj |
Ck |
Cl |
Cm |
Cn |
Co |
Cr |
Cs |
Ct |
Cu |
Cv |
Cw |
Cy |
Cz
 
Cha |
Chb |
Che |
Chh |
Chi |
Chk |
Chl |
Chm |
Chn |
Cho |
Chr |
Cht |
Chu |
Chv |
Chw |
Chy
 
Chaa |
Chab |
Chac |
Chad |
Chae |
Chaf |
Chag |
Chah |
Chai |
Chaj |
Chak |
Chal |
Cham |
Chan |
Chao |
Chap |
Chaq |
Char |
Chas |
Chat |
Chau |
Chav |
Chaw |
Chay |
Chaz
Die Liste der Biografien führt alle Personen auf, die in der deutschsprachigen Wikipedia einen Artikel haben. Dieses ist eine Teilliste mit 28 Einträgen von Personen, deren Namen mit den Buchstaben „Cha“ beginnt.

## Cha
- Cha Hyo-sim (* 1994), nordkoreanische Tischtennisspielerin
- Cha, Bum-kun (* 1953), südkoreanischer Fußballspieler und -trainerCha Bum-kun (* 1953)

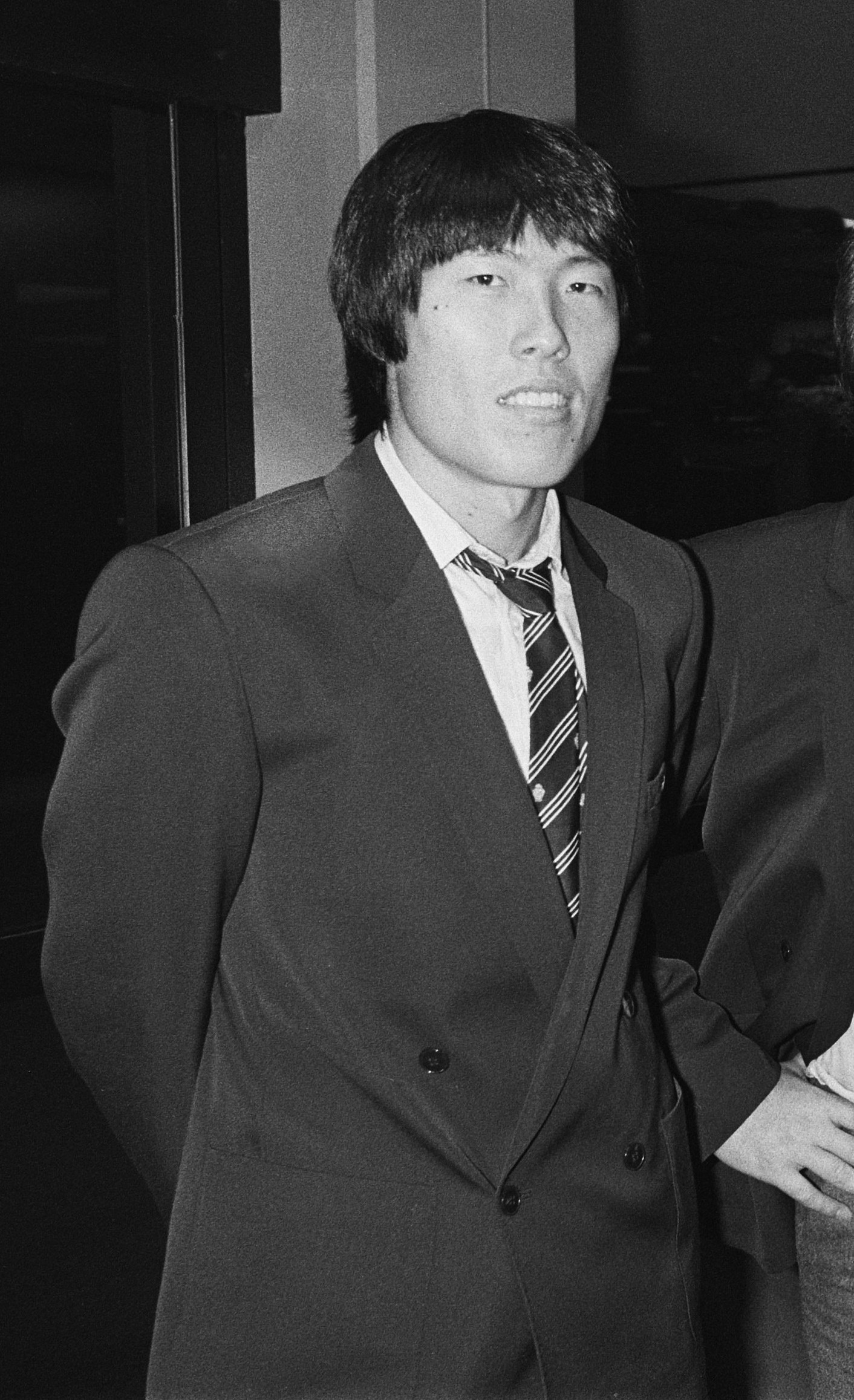
Cha Bum-kun (* 1953)

- Cha, Dong-min (* 1986), südkoreanischer Taekwondoin
- Cha, Du-ri (* 1980), südkoreanischer Fußballspieler
- Cha, Eun-woo (* 1997), südkoreanischer Sänger und Tänzer
- Cha, Hyon-hyang (* 1979), nordkoreanische Judoka
- Cha, In-ha (1992–2019), südkoreanischer Schauspieler und Popsänger
- Cha, In-pyo (* 1967), südkoreanischer Schauspieler
- Cha, Ji-won (* 2002), südkoreanische Mittelstreckenläuferin
- Cha, Ji-yeon (* 1982), südkoreanische Schauspielerin und Sängerin
- Cha, Jong-hyok (* 1985), nordkoreanischer Fußballspieler
- Cha, Joo-young (* 1990), südkoreanische Schauspielerin
- Cha, Jun-hwan (* 2001), südkoreanischer Eiskunstläufer
- Cha, Kum-chol (* 1987), nordkoreanischer Gewichtheber
- Cha, Kwang-su (* 1979), nordkoreanischer Ringer
- Cha, Min-kyu (* 1993), südkoreanischer Eisschnellläufer
- Cha, Myong-jin (* 1959), südkoreanischer Politiker
- Cha, Ouhi (* 1945), südkoreanische Malerin
- Cha, Seung-won (* 1970), südkoreanischer Schauspieler
- Cha, Steph (* 1986), koreanisch-US-amerikanische Schriftstellerin, Redakteurin und Kritikerin
- Cha, Sung-mi (* 1975), südkoreanische Fußballschiedsrichterin
- Cha, Tae-hyun (* 1976), südkoreanischer Schauspieler und Sänger
- Cha, Ye-ryun (* 1985), südkoreanische Schauspielerin
- Cha, Yong-Kil (* 1946), südkoreanischer Kampfsportler
- Cha, Yoon-sook (* 1976), südkoreanische Badmintonspielerin
- Cha, Young-chul (* 1959), südkoreanischer Sportschütze
- Cha, Yu-ram (* 1987), südkoreanische Poolbillardspielerin
- Cha, Yun-hee (* 1986), südkoreanische Fußballspielerin